# Olympische Sommerspiele 2016/Teilnehmer (Bosnien und Herzegowina)
| Gelbes Symbol für Goldmedaillen mit stilisierten Olympischen Ringen | Graues Symbol für Silbermedaillen mit stilisierten Olympischen Ringen | Braundes Symbol für Bronzemedaillen mit stilisierten Olympischen Ringen |
| ------------------------------------------------------------------- | --------------------------------------------------------------------- | ----------------------------------------------------------------------- |
| —                                                                   | —                                                                     | —                                                                       |

Bosnien und Herzegowina nahm an den Olympischen Spielen 2016 in Rio de Janeiro teil. Es war die insgesamt siebte Teilnahme an den Olympischen Sommerspielen. Das Olimpijski Komitet Bosne i Hercegovine nominierte elf Athleten in fünf Sportarten.

## Teilnehmer nach Sportarten

### Judo
| Athleten     | Wettbewerb | 1. Runde | 1. Runde | 2. Runde         | 2. Runde    | Viertelfinale | Viertelfinale | Halbfinale / Trostrunde | Halbfinale / Trostrunde | Finale / Platz 3 | Finale / Platz 3 | Rang |
| Athleten     | Wettbewerb | Gegner   | Ergebnis | Gegner           | Ergebnis    | Gegner        | Ergebnis      | Gegner                  | Ergebnis                | Gegner           | Ergebnis         | Rang |
| ------------ | ---------- | -------- | -------- | ---------------- | ----------- | ------------- | ------------- | ----------------------- | ----------------------- | ---------------- | ---------------- | ---- |
| Frauen       |            |          |          |                  |             |               |               |                         |                         |                  |                  |      |
| Larisa Cerić | über 78 kg | Freilos  | Freilos  | N. Cheikh Rouhou | 000s3:000s2 | ausgeschieden | ausgeschieden | ausgeschieden           | ausgeschieden           | ausgeschieden    | ausgeschieden    | 9    |

### Leichtathletik
Laufen und Gehen 
| Athleten      | Wettbewerb | Runde 1     | Runde 1 | Halbfinale  | Halbfinale | Finale        | Finale        | Rang |
| Athleten      | Wettbewerb | Zeit        | Rang    | Zeit        | Rang       | Zeit          | Rang          | Rang |
| ------------- | ---------- | ----------- | ------- | ----------- | ---------- | ------------- | ------------- | ---- |
| Frauen        |            |             |         |             |            |               |               |      |
| Lucija Kimani | Marathon   | –           | –       | –           | –          | 2:58:22 h     | 116           | 116  |
| Männer        |            |             |         |             |            |               |               |      |
| Amel Tuka     | 800 m      | 1:45,72 min | 4       | 1:45,24 min | 12         | ausgeschieden | ausgeschieden | 12   |

 Springen und Werfen 
| Athleten    | Wettbewerb  | Qualifikation | Qualifikation | Finale        | Finale        | Rang |
| Athleten    | Wettbewerb  | Weite/Höhe    | Rang          | Weite/Höhe    | Rang          | Rang |
| ----------- | ----------- | ------------- | ------------- | ------------- | ------------- | ---- |
| Männer      |             |               |               |               |               |      |
| Hamza Alić  | Kugelstoßen | 19,48 m       | 26            | ausgeschieden | ausgeschieden | 26   |
| Kemal Mešić | Kugelstoßen | 18,78 m       | 30            | ausgeschieden | ausgeschieden | 30   |
| Mesud Pezer | Kugelstoßen | 19,55 m       | 24            | ausgeschieden | ausgeschieden | 24   |

### Schießen
| Athleten          | Wettbewerb          | Qualifikation   | Qualifikation | Finale          | Finale        | Ringe/ Scheiben | Rang |
| Athleten          | Wettbewerb          | Ringe/ Scheiben | Rang          | Ringe/ Scheiben | Rang          | Ringe/ Scheiben | Rang |
| ----------------- | ------------------- | --------------- | ------------- | --------------- | ------------- | --------------- | ---- |
| Frauen            |                     |                 |               |                 |               |                 |      |
| Tatjana Đekanović | Luftgewehr 10 Meter | 410,8           | 35            | ausgeschieden   | ausgeschieden | 410,8           | 35   |

### Schwimmen
| Athleten         | Wettbewerb          | Vorlauf      | Vorlauf | Halbfinale    | Halbfinale    | Finale        | Finale        | Rang |
| Athleten         | Wettbewerb          | Zeit         | Rang    | Zeit          | Rang          | Zeit          | Rang          | Rang |
| ---------------- | ------------------- | ------------ | ------- | ------------- | ------------- | ------------- | ------------- | ---- |
| Frauen           |                     |              |         |               |               |               |               |      |
| Amina Kajtaz     | 100 m Schmetterling | 1:01,67 min  | 35      | ausgeschieden | ausgeschieden | ausgeschieden | ausgeschieden | 35   |
| Männer           |                     |              |         |               |               |               |               |      |
| Mihajlo Čeprkalo | 1500 m Freistil     | 15:31,62 min | 37      | –             | –             | ausgeschieden | ausgeschieden | 37   |

### Tennis
| Athleten      | Wettbewerb | 1. Runde    | 1. Runde | 2. Runde      | 2. Runde      | Achtelfinale  | Achtelfinale  | Viertelfinale | Viertelfinale | Halbfinale    | Halbfinale    | Finale        | Finale        |               |
| Athleten      | Wettbewerb | Gegner      | Ergebnis | Gegner        | Ergebnis      | Gegner        | Ergebnis      | Gegner        | Ergebnis      | Gegner        | Ergebnis      | Gegner        | Ergebnis      |               |
| ------------- | ---------- | ----------- | -------- | ------------- | ------------- | ------------- | ------------- | ------------- | ------------- | ------------- | ------------- | ------------- | ------------- | ------------- |
| Männer        |            |             |          |               |               |               |               |               |               |               |               |               |               |               |
| Mirza Bašić   | Einzel     | Juan Mónaco | 2:6, 2:6 | ausgeschieden | ausgeschieden | ausgeschieden | ausgeschieden | ausgeschieden | ausgeschieden | ausgeschieden | ausgeschieden | ausgeschieden | ausgeschieden | ausgeschieden |
| Damir Džumhur | Einzel     | Dudi Sela   | 4:6, 4:6 | ausgeschieden | ausgeschieden | ausgeschieden | ausgeschieden | ausgeschieden | ausgeschieden | ausgeschieden | ausgeschieden | ausgeschieden | ausgeschieden | ausgeschieden |